# JAX-RPC
JAX-RPC (скор. від англ. Java API for XML-based RPC) - це Java API для виклику віддалених методів з використанням засобів XML (XML-based RPC). Зазвичай використовується при побудові розподілених клієнт-серверних додатків. У JAX-RPC, виклик віддаленого методу представлений XML-подібним протоколом, наприклад SOAP. Специфікація SOAP визнає структуру повідомлення, правила кодування та перетворення даних, а також представлення віддалених викликів процедур та відповідей. У першій(1.1) версії JAX-RPC працював на основі двох технологій: SOAP 1.1 i HTTP 1.1. На основі JAX-RPC 1.1 було створено JAX-WS 2.0.
Технологія JAX-RPC дозволяє заховати складність базових протоколів від розробника за допомогою АПІ. На стороні сервера, розробник описує віддалені процедури, як методи Java-інтерфейсу. Розробник також запрограмовує клас, котрий реалізує даний інтерфейс. У свою чергу, клієнт створює проксі-клас, котрий представляє сервіс і просто викликає його методи.
Окрім того, варто зазначити, що не обов'язково, щоб клієнт та сервер були написані мовою Java. Це досягається за рахунок того, що технологія JAX-RPC використовує засоби визначені у World Wide Web Consortium (W3C): HTTP, SOAP і Web Service Description Language (WSDL). WSDL специфікує XML формат для опису сервісу, як набору точок доступу для виклику віддалених методів чи відправки повідомлень.